# Zagoździe
Zagoździe – wieś w Polsce położona w województwie lubelskim, w powiecie łukowskim, w gminie Stanin.
Wieś szlachecka położona była w drugiej połowie XVI wieku w ziemi łukowskiej województwa lubelskiego. 
W latach 1975–1998 miejscowość administracyjnie należała do województwa siedleckiego.
Wieś stanowi sołectwo w gminie Stanin. Według Narodowego Spisu Powszechnego z roku 2011 wieś liczyła 231 mieszkańców.
Wierni Kościoła rzymskokatolickiego należą do parafii Chrystusa Króla w Jedlance.

## Nazwa
Nazwa Zagoździe pochodzi z języka staropolskiego i oznacza osadę za lasem, a więc „zalesie” (gozd to w języku staropolskim las – Brückner).

## Historia
Wioska powstała na przełomie XV i XVI w. Pierwsza wzmianka pochodzi z 1507 r. Wchodziła wówczas w skład dóbr posiadaczy miasteczka Tuchowicz – Kanimirów. Jeden z Kanimirów był właścicielem Sycyny, w której po odkupieniu jej przez Piotra Kochanowskiego urodził się Jan Kochanowski. W XIX w. Zagoździe było osadą włościańską należącą do Majoratu Prawda.
W czasie I wojny światowej (1915-1917) powstała tu z inicjatywy miejscowej ludności szkoła ludowa przekształcona wkrótce w szkołę powszechną. W 1938 r. ukończono budowę, powstałego z inicjatywy kierownika szkoły powszechnej st. I Stanisława Ostrowskiego, okazałego budynku szkolnego, dzięki czemu w 1938 r. powstała tu szkoła powszechna st. III, nauczająca dzieci z trzech dotychczasowych małych szkółek. Kierownikiem szkoły został w 1938 r. Stanisław Grafik – późniejszy żołnierz AK, który zginął na Majdanku w Lublinie. Tuż przed wybuchem II wojny światowej szkoła posiadała najnowocześniejszy budynek dydaktyczny w Gminie Tuchowicz i jeden z najlepszych w powiecie łukowskim.
W czasie II wojny światowej zginęło dwóch nauczycieli: kierownik Stanisław Grafik oraz kierownik z lat 1935-38 i nauczyciel Stanisław Ostrowski. Ten ostatni został zamordowany w Katyniu. Szkoła była w tym czasie przystanią dla żołnierzy AK obwodu Łuków. Aktywną rolę w podziemnej działalności miała Joanna Ostrowska – żona Stanisława i pierwsza powojenna kierownik szkoły. Prowadziła ona tajne nauczanie. Zostawiła też wspomnienia z tego okresu.
Obecnie w Zagoździu znajduje się nowoczesny budynek szkolny mieszczący szkołę podstawową im. Stanisława Grafika oraz publiczne gimnazjum. W budynku znajduje się też sala gimnastyczna, a na placu szkolnym kilka boisk. Dyrektorem zespołu była do 2006 r. Barbara Świętochowska. Obecnie obowiązki dyrektora pełni Jadwiga Grudzień zaś wicedyrektora Elżbieta Zdunek.